# Перси, Хью, 2-й герцог Нортумберленд
Хью Перси, 2-й герцог Нортумберленд (англ. Hugh Percy, 2nd Duke of Northumberland; 14 августа 1742 — 10 июля 1817) — британский аристократ, политик и военачальник, генерал-лейтенант. Он участвовал в битвах при Лексингтоне и Конкорде, а также в битве при Лонг-Айленде во время Американской войны за независимость, но ушел в отставку в 1777 году из-за разногласий со своим начальником генералом Уильямом Хоу.
От рождения носил фамилию Смитсон (Smithson). Принял фамилию Перси в 1750 году вместе со своим отцом согласно специальному Акту парламента и носил титул лорда Уоркуорта с 1750 по 1766 год. Он носил титул графа Перси с 1766 года, когда его отец был назначен герцогом Нортумберлендом. Он унаследовал герцогский титул в 1786 году.

## Происхождение
Родился 14 августа 1742 года. Старший сын сэра сэра Хью Смитсона (1715—1786) и леди Элизабет Сеймур (1716—1776), наследницы дома Перси. В 1750 году, после смерти своего деда по материнской линии Элджернона Сеймура, 7-го герцога Сомерсета (1684—1750), его отец стал графом Нортумберлендом и сменил имя на Перси.

## Ранняя карьера
В 1759 году он вступил в британскую армию подростком и был капитаном 85-го пехотного полка в возрасте 17 лет, достижение, которое продемонстрировало силу богатства и семейного положения. Тем не менее он был хорошим солдатом и с отличием сражался в 1759 году в битвах при Бергене и Миндене. В 1760 году он поступил в колледж Святого Иоанна в Кембридже.
В 1766 году его отцу был предоставлен титул 1-го герцога Нортумберленда, и Хью Перси был назван графом Перси. Как член парламента а зять лорда Бьюта, Хью Перси был произведен в полковники и назначен адъютантом короля в 1764 году, едва достигнув совершеннолетия. Перси был хронически болен подагрой и плохо видел. Он был физически непривлекателен, слишком худ и с большим носом. Тем не менее, «Он был честен и храбр, искренен и порядочен, безупречно воспитан и чрезвычайно щедр со своим богатством».

## Американская война за независимость
С 1763 по 1776 год Хью Перси заседал в Палате общин Великобритании от избирательного округа Вестминстер. В парламенте он выступал против политики, которая привела к Американской войне за независимость. Однако в 1774 году он был отправлен в Бостон в чине бригадира, полковника 5-го пехотного полка (позже названного Нортумберлендским фузилерским) . Его взгляды на воинскую дисциплину опередили свое время. «Он ненавидел телесные наказания. В то время, когда другие командиры прибегали к поркам и расстрелам, он вел свой полк наставлением и примером». Будучи вигом, вначале он сочувствовал колонистам, но вскоре стал презирать их поведение. Он возглавлял колонну помощи в битве при Лексингтоне и Конкорде. Разумные действия Хью Перси, вероятно, спасли британские войска от полной катастрофы в тот день.
Когда его бригада сменила деморализованные войска Фрэнсиса Смита в Лексингтоне, Перси тщательно организовал свои силы, чтобы обеспечить всестороннюю защиту. Он также использовал свои два 6-фунтовых полевых орудия для разгрома крупных формирований американской милиции. Тем не менее, Уильям Хет, возглавлявший колонизаторов, сумел окружить отступающую британскую колонну огнем во время изнурительного марша. Когда британцы обнаружили, что мост через реку Чарльз в Кембридже заблокирован, Перси повернул свою колонну по боковой дороге и повел их на запад, в Чарлстаун. «Это внезапное изменение направления и блестящее использование темной и неожиданной дороги застало людей Новой Англии врасплох. Оно разорвало круг огня вокруг бригады Перси». Когда последние колониальные силы попытались заблокировать продвижение британцев на Проспект-Хилл, "Перси выдвинул свою пушку впереди своей колонны и очистил холм несколькими артиллерийскими залпами. Отношение Перси к жителям Новой Англии изменилось с презрения на невольное уважение.
Он отсутствовал на поле боя во время битвы при Банкер-Хилле, возможно, из-за ссоры с генералом Уильямом Хоу, человеком, с которым Перси не мог поладить. В следующем году Перси командовал дивизией во время битвы за Лонг-Айленд и руководил штурмом форта Вашингтон. К 1777 году он достиг чина генерал-лейтенанта, но так возмутился ведением войны генералом Уильямом Хоу, что подал в отставку и покинул Америку в 1777 году, отчасти из-за спора о количестве сена. Более существенно то, что, командуя отдельной британской армией, стоявшей в Род-Айленде, он вступил в разногласия с генералом Хоу по поводу возможности наступления во враждебные внутренние районы Новой Англии.

## Браки и дети
2 июля 1764 года граф Перси женился первым браком на леди Энн Крайтон-Стюарт (1745—1780), дочери Джона Стюарта, 3-го графа Бьюта, премьер-министра Великобритании (1762—1763), и Мэри Уортли-Монтегю (1718—1794). Их брак оказался бездетным.
16 марта 1779 года граф Перси получил развод в парламенте от леди Энн на основании её прелюбодеяния и немедленно женился 23 мая 1779 года на Фрэнсис Джулии Баррелл (21 декабря 1752 — 28 апреля 1820), дочери политика и адвоката Питера Баррелла (1724—1775) и Элизабет Льюис. От второго брака у Хью Перси было шесть дочерей и три сына, причем три дочери и два сына пережили его.
- Леди Шарлотта Перси (1780—1781), умершая в младенчестве
- Леди Элизабет Перси (1781—1820)
- Леди Джулия Перси (1783—1812), умершая в детстве
- Хью Перси, 3-й герцог Нортумберленд (1785—1847), женившийся на леди Шарлотте Флоренции Клайв, но не имевший детей
- Леди Агнес Перси (1785—1856), сестра-близнец 3-го герцога, вышедшая замуж за генерал-майора Фредерика Томаса Буллера (1797—1860)
- Лорд Генри Перси (1787—1794), умерший в детстве
- Леди Эмили Перси (1789—1844), вышедшая замуж за генерал-лейтенанта Джеймса Мюррея, 1-го барона Гленлиона (1782—1837)
- Леди Фрэнсис Перси (1791—1803), умершая в детстве
- Элджернон Перси, 4-й герцог Нортумберленд (1792—1865), женившийся на леди Элеоноре Гровенор, но не имевший детей.

В 1786 году он унаследовал титул после смерти отца и продолжил отцовские сельскохозяйственные улучшения. Например, когда после 1815 года цены на зерно упали, он снизил арендную плату на двадцать пять процентов. Дважды в неделю он устраивал собрания в замке Алник, приглашая арендаторов и местных торговцев. Он пользовался значительным влиянием в политике, хотя так и не получил должности. Он стал генералом в 1793 году и принял командование полком Перси Йоменри в 1798 году, а в 1806 году стал полковником Королевской конной гвардии.
Известный своим дурным характером, а также тем, что он был одним из самых богатых людей Англии, второй герцог Нортумберленд внезапно умер от «ревматической подагры» в июле 1817 года. Он был похоронен в Нортумберлендском склепе в Вестминстерском аббатстве, и ему наследовал его старший сын Хью Перси, 3-й герцог Нортумберленд. Джеймс Смитсон, сводный брат Хью Перси, основал Смитсоновский институт в Вашингтоне.

## Титулы
- 3-й лорд Перси (с 5 декабря 1776)
- 2-й герцог Нортумберленд (с 6 июня 1786)
- 2-й граф Перси (с 6 июня 1786)
- 5-й баронет Смитсон из Станвика, Йоркшир (с 6 июня 1786).